# Catgut

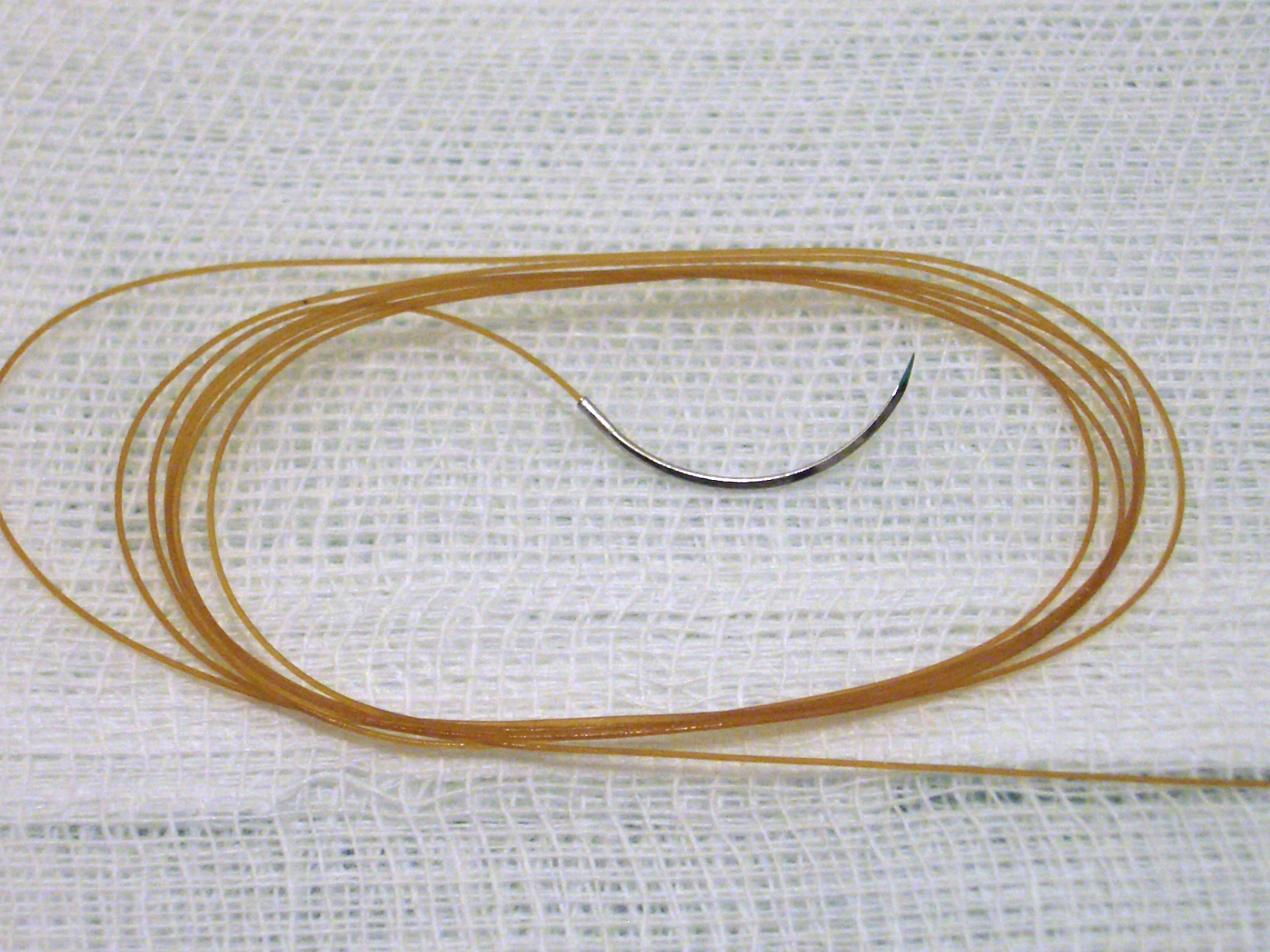
Medizinischer Catgutfaden

Catgut (auch Katgut, ausgesprochen [ˈkɛtɡat] oder [ˈkatɡʊt]; selten auch Katzendarm) bezeichnet Saiten oder Fäden aus Schafs- und anderen Naturdärmen.

## Begriffsherkunft
Die Etymologie des Begriffs ist zweifelhaft. Mögliche Erklärungen sind eine Zusammenziehung von cattle gut („Viehdarm“) oder eine Verballhornung von kit gut (kit bezeichnete früher eine Fidel oder Tanzmeistergeige, heißt aber auch „Kätzchen“).
Das medizinische Fachwort „Catgut“ wurde üblicherweise nicht ins Deutsche übersetzt, wo es früher auch „Katgut“ geschrieben wurde. Es wurde nie belegt, dass hierfür – wie gelegentlich behauptet wird – Darm von Katzen verwendet worden sei.

## Verwendung bei Musikinstrumenten

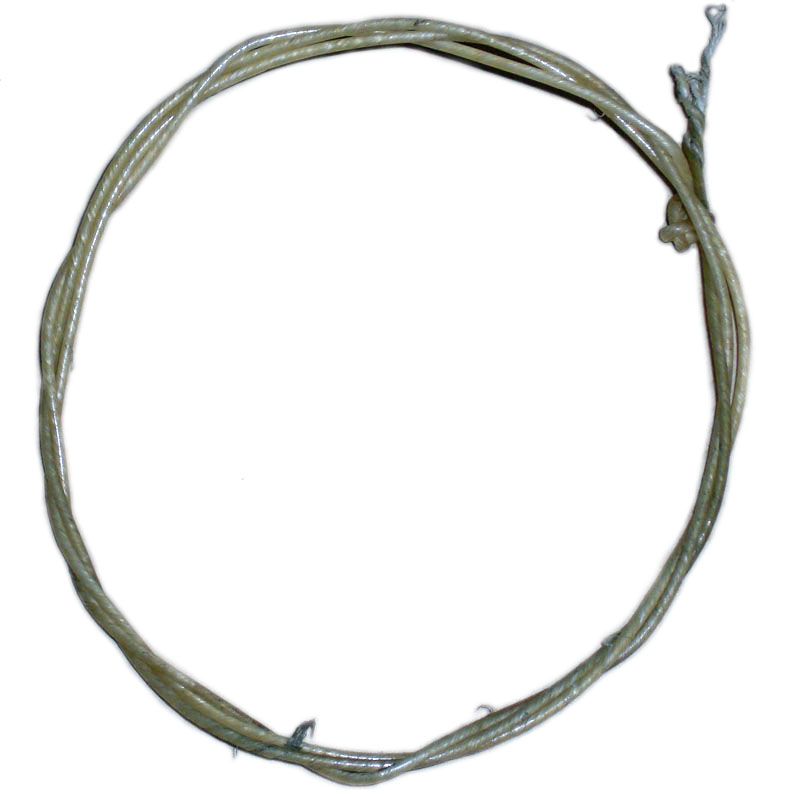
Darmsaite für ein Violoncello

### Verwendung als Saiten
Noch heute werden Saiten aus Schafs- und Rinderdarm hergestellt. Sie werden aber einfach als Darmsaiten und üblicherweise nicht mehr als „Katzendarm“ bezeichnet.

### Verwendung als Bünde
Bei einigen traditionellen Saiteninstrumenten, wie beispielsweise der persischen Tar, dienen Därme als Bünde.
Auch bei Lauten und Gamben werden die Bünde häufig noch aus Darmsaiten geknüpft.

## Technische Verwendung
Wegen seiner Reißfestigkeit wurde das Material auch in der Uhrmacherei zur Aufhängung von Uhrgewichten verwendet. Für diesen Zweck stehen zwar heute moderne, alterungsbeständige Materialien zur Verfügung, bei der originalgetreuen Restaurierung antiker Uhren wird es aber immer noch benutzt.

## Verwendung im Sport
Für verschiedene Racketsportarten (Badminton, Squash, Tennis) wird für die Bespannung des Schlägers Naturdarm eingesetzt. Bespannungen aus Naturdarm sind qualitativ oft hochwertiger als Kunststoffbesaitungen, verlieren ihre vorzüglichen Eigenschaften jedoch auch wesentlich schneller.

## Verwendung als medizinisches Nahtmaterial
Bereits Galenos (2. Jahrhundert n. Chr.) berichtete über die Verwendung von Darmsaiten zum Vernähen von Wunden. Catgut wurde aus Darm von Hochlandschafen, in jüngerer Zeit auch aus Rinderkollagen hergestellt. Die Fäden zersetzen sich unter Wirkung körpereigener Enzyme innerhalb einiger Tage und werden so resorbiert, lösen sich also selbst auf und brauchen nicht gezogen zu werden. Zur Zeit von Joseph Lister (1827–1912) waren in Medizin und Tiermedizin Catgut (im deutschsprachigen Raum Katgut) und Seide allgemein üblich. Lister führte 1860 mit Phenol (damals „Carbolöl“ genannt) desinfiziertes Catgut ein.
Um 1900 wurden verschiedene Sterilisationsverfahren für Catgut praktiziert, unter anderem mit Chromsäure oder Jod. Keine davon war jedoch komplett zuverlässig. 1908 entwickelten der Apotheker Carl Braun und der Chirurg Franz Kuhn eine Methode zur industriellen Herstellung sterilen Catguts aus Hammeldarm, womit sie den Grundstein für den Erfolg des Medizinbedarfsunternehmens B. Braun Melsungen legten.
Ab 1935 wurde Catgut als Nähmaterial in der Humanmedizin durch synthetische Fäden abgelöst, die jedoch zunächst nicht resorbierbar waren, also gezogen werden mussten. Die Nürnberger »Resorba« Steril-Catgut-Fabrik Franz Hiltner stellte ein jodfreies und steriles einheilendes chirurgisches Nahtmaterial her. In der Tiermedizin darf Catgut in Europa und Japan seit 2001 bzw. 2002 aus Vorsicht vor BSE nicht mehr verwendet werden. Stattdessen werden synthetische resorbierbare Materialien verwendet, die ausschließlich durch Einwirkung des Gewebswassers (und ohne variable enzymatische Aktivitäten) hydrolysiert werden.

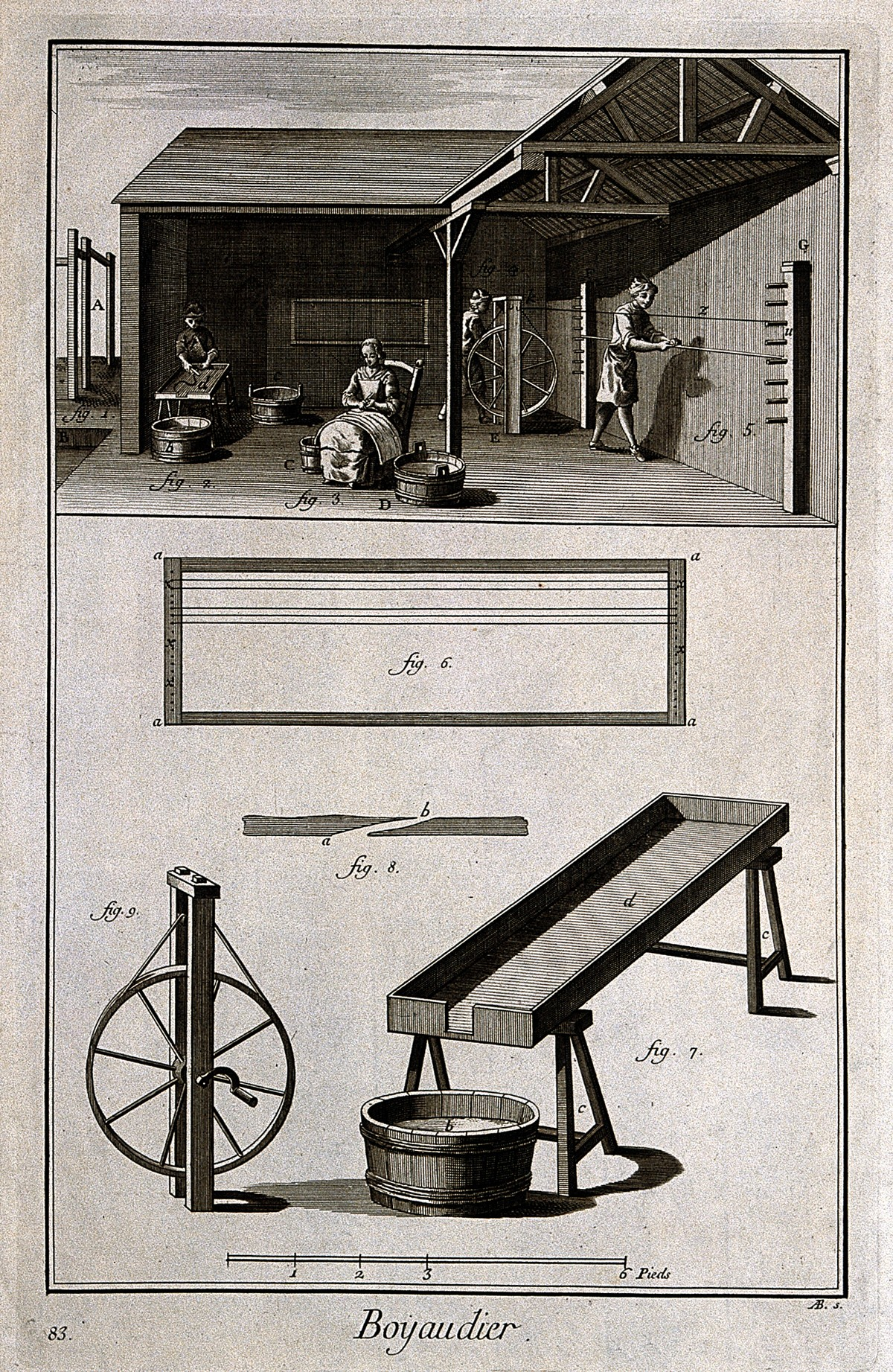
Handwerkliche Catgutherstellung. Ätzung von Antonio Baratti in Diderot und D’Alemberts Encyclopédie (1768)
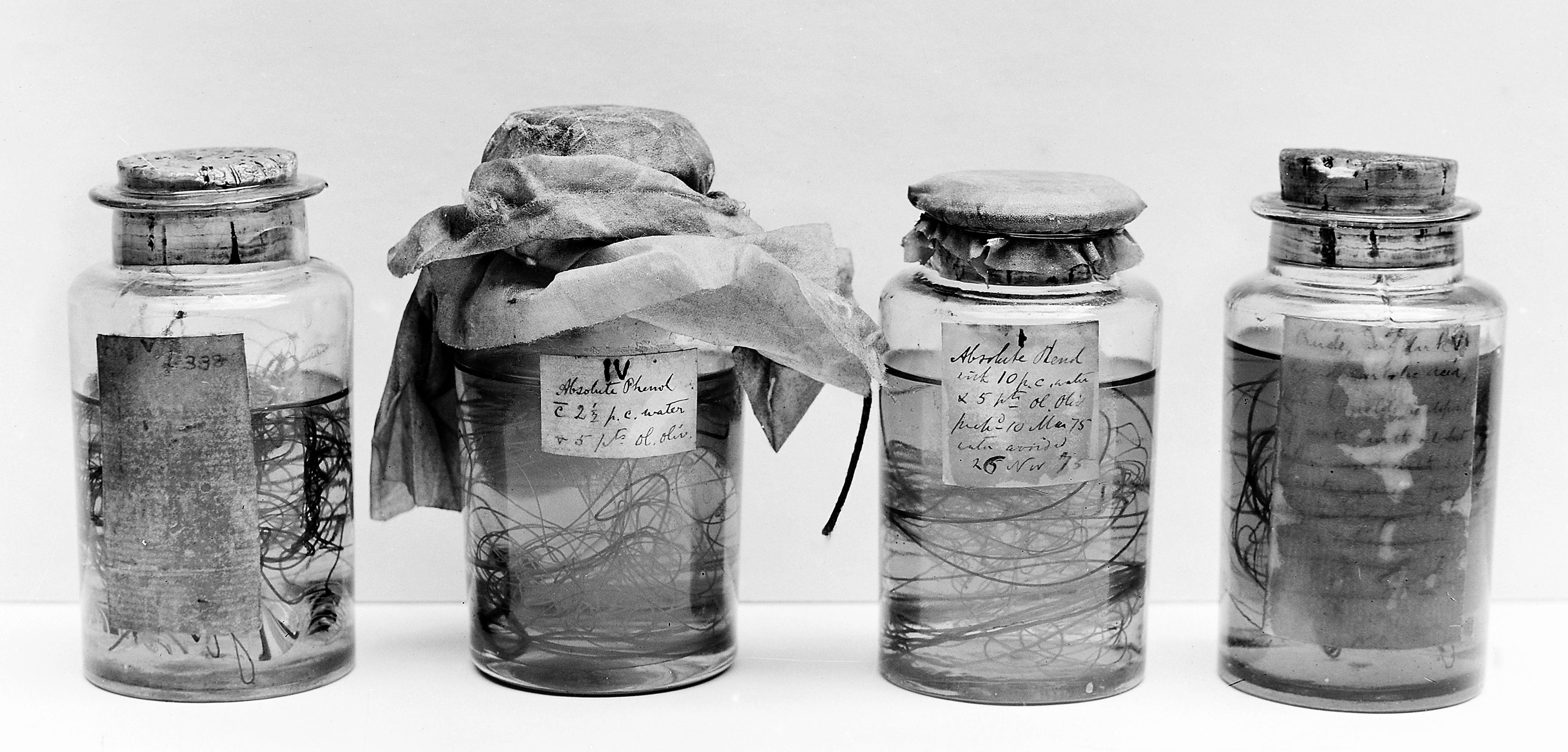
Von Joseph Lister in Phenol („Carbolöl“) eingelegte Catgutfäden
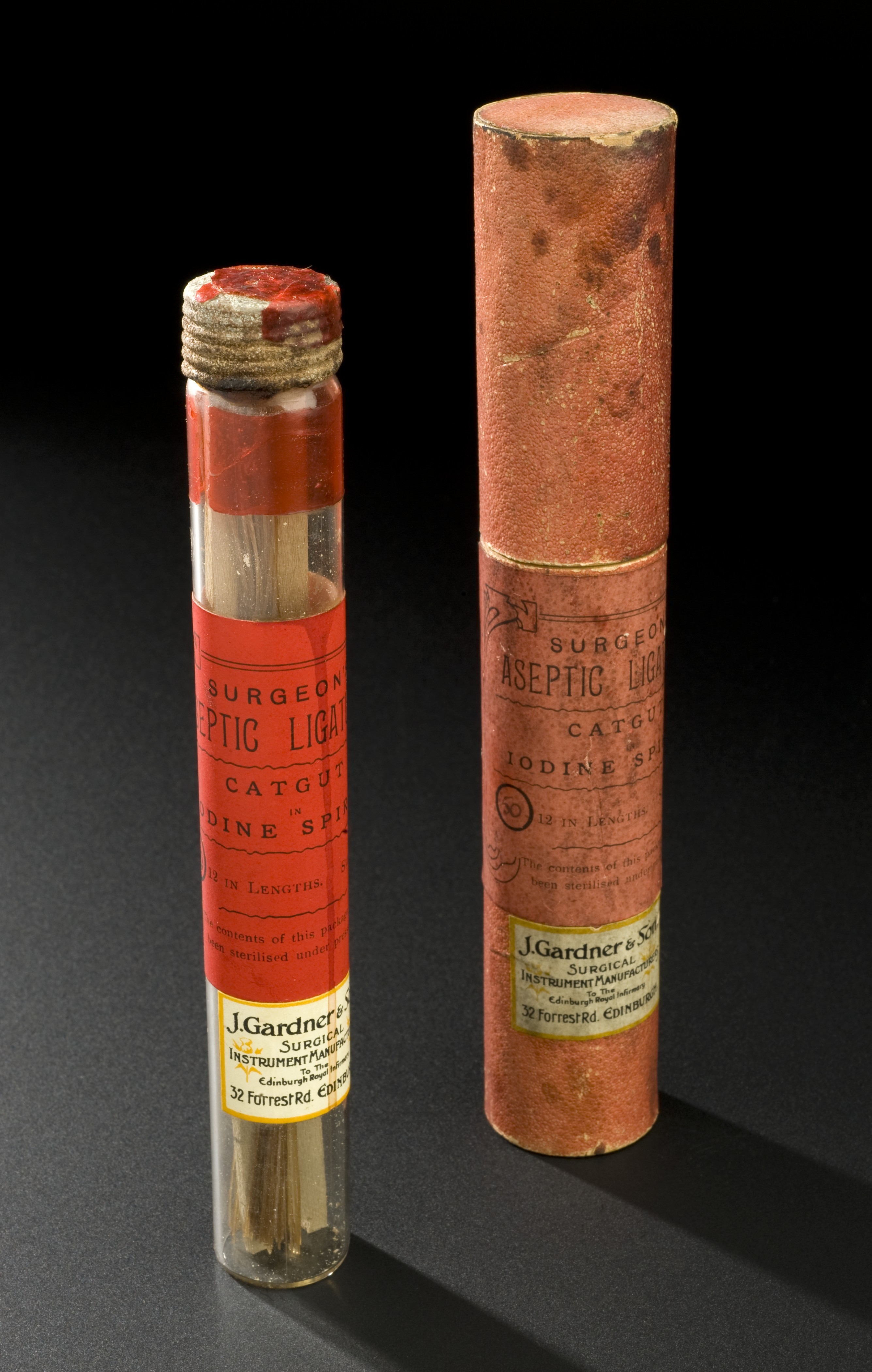
Verpackung von mit Jod sterilisiertem Catgutfaden, 1890er-Jahre
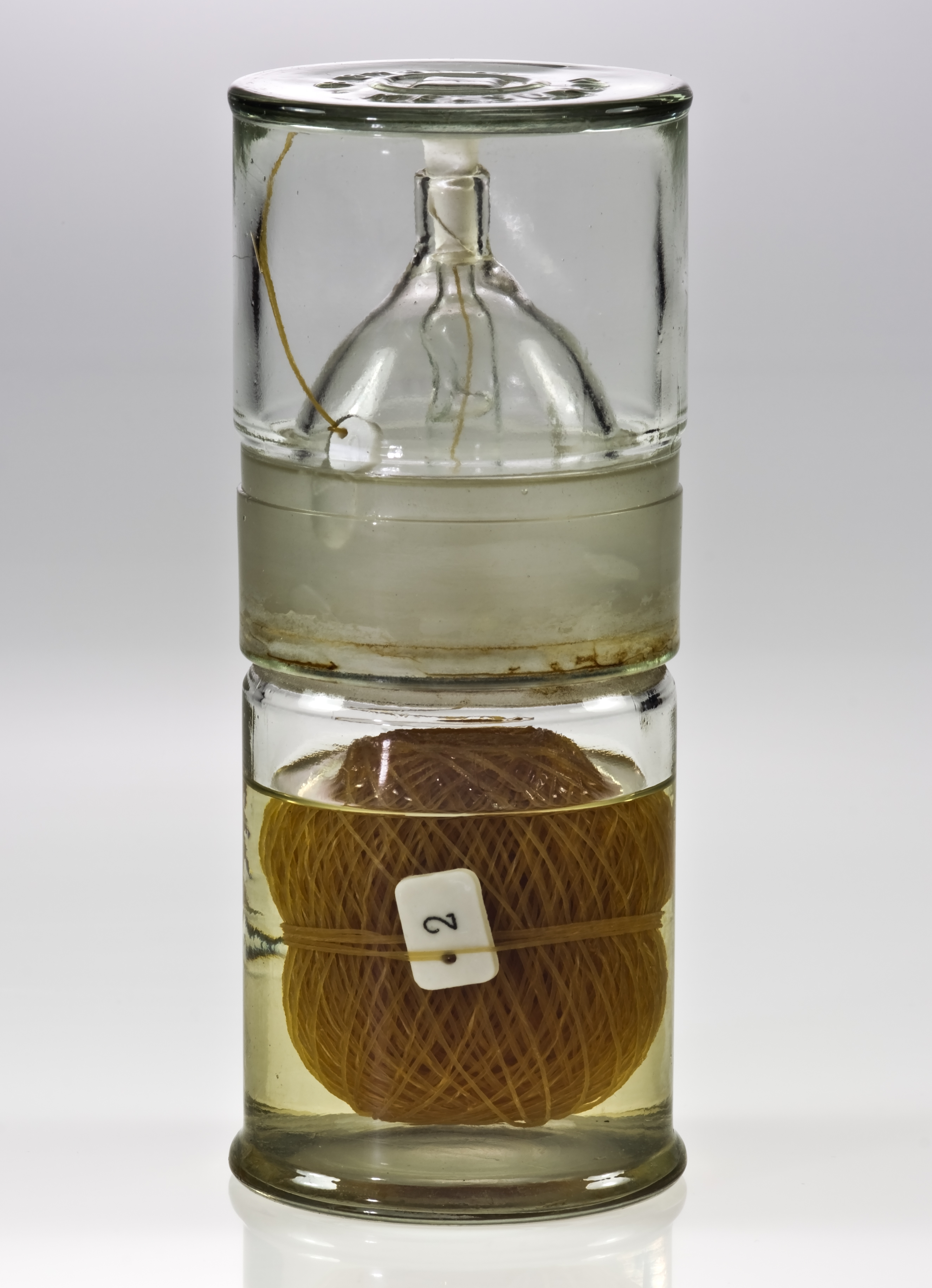
Medizinischer Catgutfaden in Glasspender, erste Hälfte des 20. Jahrhunderts

## Wurstherstellung
Auch Saitlinge, die Pelle verschiedener Saitenwürste, werden gelegentlich als Katzendarm bezeichnet.